# 2-Amino-5-(5-nitro-2-furyl)-1,3,4-thiadiazol
2-Amino-5-(5-nitro-2-furyl)-1,3,4-thiadiazol (auch Triafur) ist eine chemische Verbindung aus der Gruppe der Diazole und Furane.

## Gewinnung und Darstellung
2-Amino-5-(5-nitro-2-furyl)-1,3,4-thiadiazol erhält man durch Umsetzung von 5-Nitrofurfural mit Thiosemicarbazid und anschließender oxidativer Cyclisierung des 5-Nitrofurfuralthiosemicarbazons mit Eisen(III)-chlorid-Hexahydrat.
5-Nitrofurfuralthiosemicarbazon ist alternativ durch die Reaktion von 5-Nitro-2-furoylhydrazin mit Kaliumthiocyanat in Gegenwart von Salzsäure zugänglich.

## Eigenschaften
2-Amino-5-(5-nitro-2-furyl)-1,3,4-thiadiazol ist ein gelber kristalliner Feststoff.

## Verwendung
2-Amino-5-(5-nitro-2-furyl)-1,3,4-thiadiazol wurde in den 1960er-Jahren in Schweden als Arzneistoff gegen Hämorrhoiden eingesetzt, aber nach der Entdeckung seiner Karzinogenität nicht mehr verwendet. Es ist etwa 10-mal wirksamer als Nitrofurantoin.